# 拉朗德代鲁
拉朗德代鲁（法語：La Lande-d'Airou，法語發音：[la lɑ̃d dɛʁu]）是法国芒什省的一个市镇，属于圣洛区。

## 地理
拉朗德代鲁（48°48'58"N, 1°17'25"W）面积15.1 平方千米，位于法国诺曼底大区芒什省，该省份为法国西北部沿海省份，西、北、东北三面环大西洋，东起顺时针与卡爾瓦多斯省、奧恩省、马耶讷省和伊勒-维莱讷省接壤。
与拉朗德代鲁接壤的市镇（或旧市镇、城区）包括：尚普勒皮、布尔格诺勒、弗勒里、勒塔尼、维勒迪约莱波埃勒-鲁菲尼。

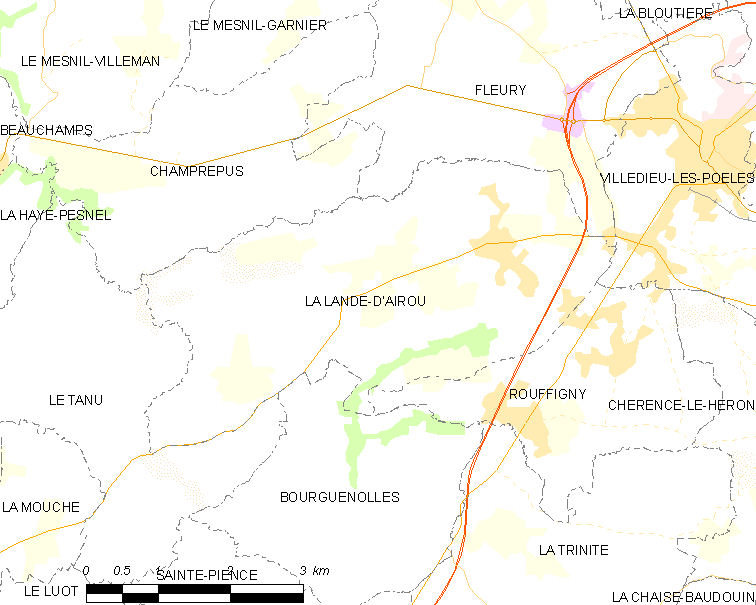
拉朗德代鲁的OSM定位图

拉朗德代鲁的时区为UTC+01:00、UTC+02:00（夏令时）。

## 行政
拉朗德代鲁的邮政编码为50800，INSEE市镇编码为50262。

## 政治
拉朗德代鲁所属的省级选区为维勒迪约莱普瓦勒-鲁菲尼县。

## 人口

1962-2008年间拉朗德代鲁人口变化图示

拉朗德代鲁于2022年1月1日时的人口数量为535人。